# Ferdinand Wenauer
Ferdinand Wenauer (26. dubna 1939, Norimberk – 27. července 1992) byl německý fotbalista, obránce.

## Fotbalová kariéra
V německé bundeslize hrál za 1. FC Norimberk. Nastoupil ve 168 bundesligových utkáních. V roce 1968 vyhrál s 1. FC Norimberk bundesligu. V Poháru mistrů evropských zemí nastoupil v 8 utkáních, v Poháru vítězů pohárů nastoupil v 6 utkáních a ve Veletržním poháru nastoupil ve 3 utkáních. Za reprezentaci Německa nastoupil v letech 1960–1962 ve 4 utkáních. 

## Ligová bilance
| Ročník                                    | Zápasy | Góly | Klub            |
| ----------------------------------------- | ------ | ---- | --------------- |
| Fußball-Oberliga Süd 1958/1959            | -      | -    | 1. FC Norimberk |
| Fußball-Oberliga Süd 1959/1960            | -      | -    | 1. FC Norimberk |
| Fußball-Oberliga Süd 1960/1961            | 28     | 0    | 1. FC Norimberk |
| Fußball-Oberliga Süd 1961/1962            | 30     | 0    | 1. FC Norimberk |
| Fußball-Oberliga Süd 1962/1963            | 29     | 0    | 1. FC Norimberk |
| Německá fotbalová Bundesliga 1963/1964    | 18     | 0    | 1. FC Norimberk |
| Německá fotbalová Bundesliga 1964/1965    | 24     | 0    | 1. FC Norimberk |
| Německá fotbalová Bundesliga 1965/1966    | 32     | 0    | 1. FC Norimberk |
| Německá fotbalová Bundesliga 1966/1967    | 26     | 00   | 1. FC Norimberk |
| Německá fotbalová Bundesliga 1967/1968    | 34     | 0    | 1. FC Norimberk |
| Německá fotbalová Bundesliga 1968/1969    | 34     | 0    | 1. FC Norimberk |
| 2. německá fotbalová Bundesliga 1969/1970 | 38     | 3    | 1. FC Norimberk |
| CELKEM Německá fotbalová Bundesliga       | 168    | 0    |                 |